# Symarip
Symarip (också känd som The Bees, The Pyramids, Seven Letters och Zubaba) är en brittisk musikgrupp från London med västindiska medlemmar som spelar ska, rocksteady och reggae. I sin kändaste inkarnation bildades gruppen 1969, men hade sina rötter i The Bees som skivdebuterade 1967. De bytte sedan namn till The Pyramids, och fick en mindre framgång med singeln "Train Tour to Rainbow City" som nådde #37 på UK Singles Chart.
Från 1969 gick gruppen under namnet Symarip och bestod då av Roy Ellis (sång, var med sedan 1967), Monty Naismith (klaviatur, med sedan 1967), Michael Thomas (basgitarr), Joshua Roberts (gitarr), och Frank Pitter (trummor). Symarip var namnet Pyramids baklänges, gruppen som bytt skivbolag i smyg till bolaget Treasue Isle ville kunna spela in utan bråk med det föregående bolaget. Sent 1969 släppte de sin kändaste låt "Skinhead Moonstomp", där de lånat refrängen från Derrick Morgans låt "Moon Hop". De skrev låten då de noterat att skinheads börjat komma på deras spelningar, och ville ha en låt om sin nya publik. Gruppen blev också mycket riktigt populär med denna låt hos brittiska skinheads. De släppte 1970 ett album med samma namn som innehöll fler låtar på samma tema. 1971 flyttade gruppen till Tyskland under en tid, men då de inte tänkt på att skaffa arbetstillstånd blev de senare tvingade att återvända till London.
1980 då intresset för ska och 1960-talsreggae åter växte i och med 2 Tone-vågen släpptes "Skinhead Moonstomp" på singel på nytt och listplacerade sig i Storbritannien där den nådde #54 på singellistan. Gruppen upplöstes 1985, men återuppstod under 2000-talet, dock inte med alla originalmedlemmar. Roy Ellis uppträder ensam som Mr. Symarip.

## Medlemmar
Nuvarande medlemmar
- Michael "Mik" Thomas – basgitarr (1969–1985, 2008–)
- Frank Pitter – trummor (1969–1985, 2008–)
- Monty Neysmith – keyboard, hammondorgel (1969–1985, 2010–)
- Roy Bug Knight – saxofon (2008–)
- Johney Johnson – trumpet (2008–)
- Carl Grifith – saxofoner (2008–)

Tidigare medlemmar
- Roy Ellis – sång (1969–1985)
- Josh Roberts – gitarr (1969–1985)